# Pararge masoni
Pararge masoni är en fjärilsart som beskrevs av Henry John Elwes 1882. Pararge masoni ingår i släktet Pararge och familjen praktfjärilar. Inga underarter finns listade i Catalogue of Life.